# Gerda Bier

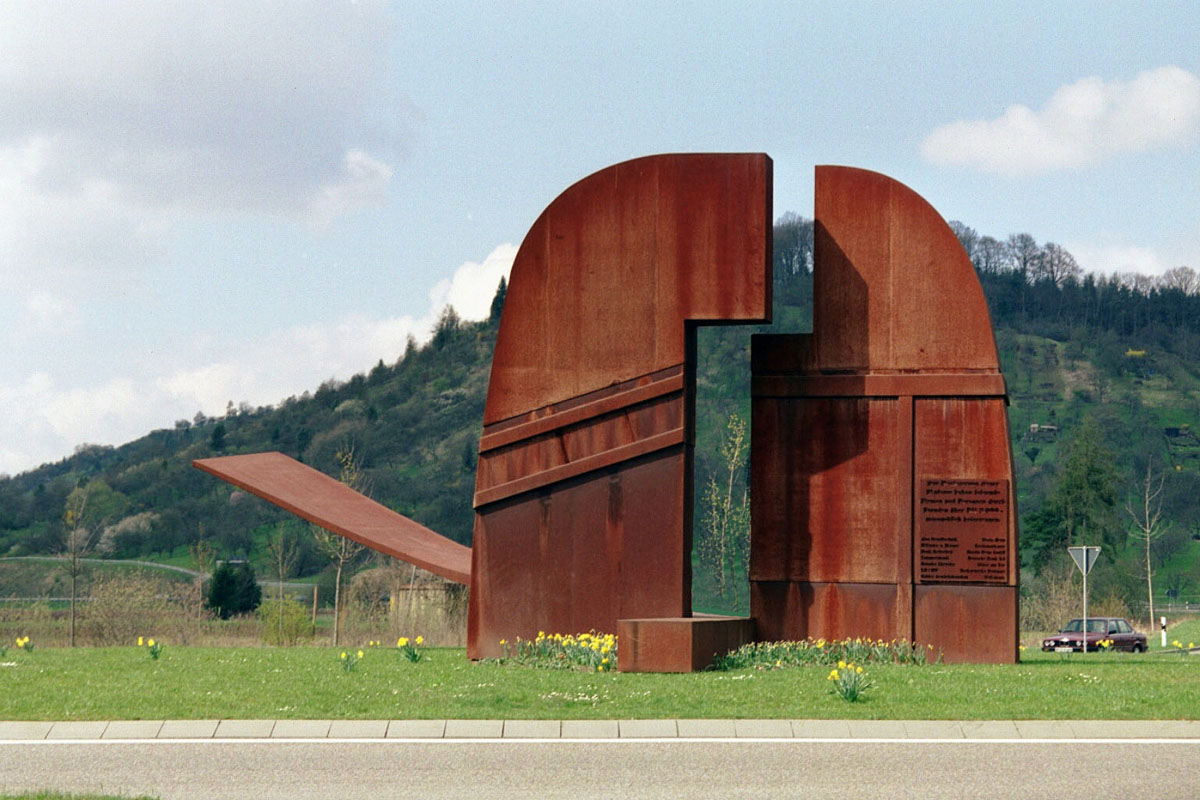
Tor/Weg in Schorndorf

Gerda Bier (* 19. Juli 1943 in Schwäbisch Hall) ist eine deutsche Bildhauerin und Objektkünstlerin. Ihr Werk umfasst vor allem figurative Skulpturen, Wand- und Bodenobjekte sowie Materialcollagen, die sich durch eine charakteristische Verbindung von Fundstücken und alltäglichen Materialien auszeichnen.

## Biografie

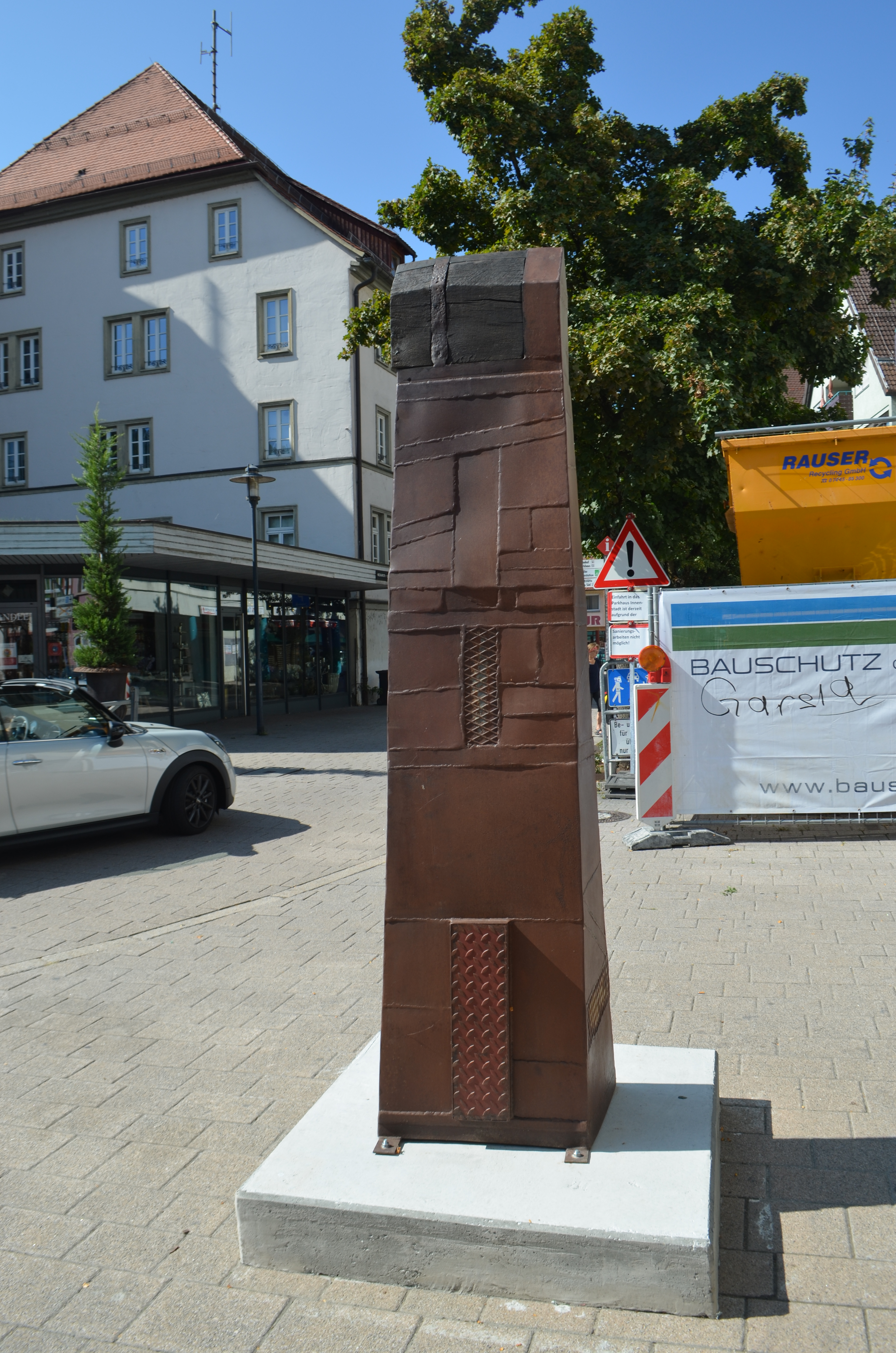
Großer Seelenturm, Horb am Neckar

Gerda Bier wurde 1943 in Schwäbisch Hall geboren. Sie absolvierte zunächst von 1962 bis 1967 eine Ausbildung zur Krankengymnastin an der Universität Freiburg und arbeitete danach in Berlin in diesem Beruf. Von 1967 bis 1976 studierte sie an der Staatlichen Akademie für Werkkunst sowie (ab 1969) an der Hochschule der Künste in Berlin, wo Alexander Gonda und Shinkichi Tajiri zu ihren Lehrern gehörten. 1975 wurde sie dort zur Meisterschülerin ernannt. Gerda Bier war mit dem Künstler Wolfgang Bier verheiratet, ist seit 1976 freischaffend tätig und lebt in ihrer Geburtsstadt Schwäbisch Hall.
Bier ist Mitglied im Künstlerbund Baden-Württemberg sowie in der Darmstädter Sezession. 1998 wurde sie mit dem Erich-Heckel-Preis des Künstlerbundes Baden-Württemberg ausgezeichnet. Im Jahr 2020 erhielt sie den Hohenloher Kunstpreis Werner Grund.
Ihr künstlerisches Schaffen konzentriert sich auf die Arbeit mit gebrauchten Materialien wie altem Holz, Eisen oder Glas. Diese Fundstücke werden in neuen Kontext gesetzt und zu Skulpturen verarbeitet, die häufig reduzierte menschliche Figuren darstellen. Thematisch befassen sich ihre Arbeiten mit Zeitlichkeit, Erinnerung und der menschlichen Existenz.

## Auszeichnungen

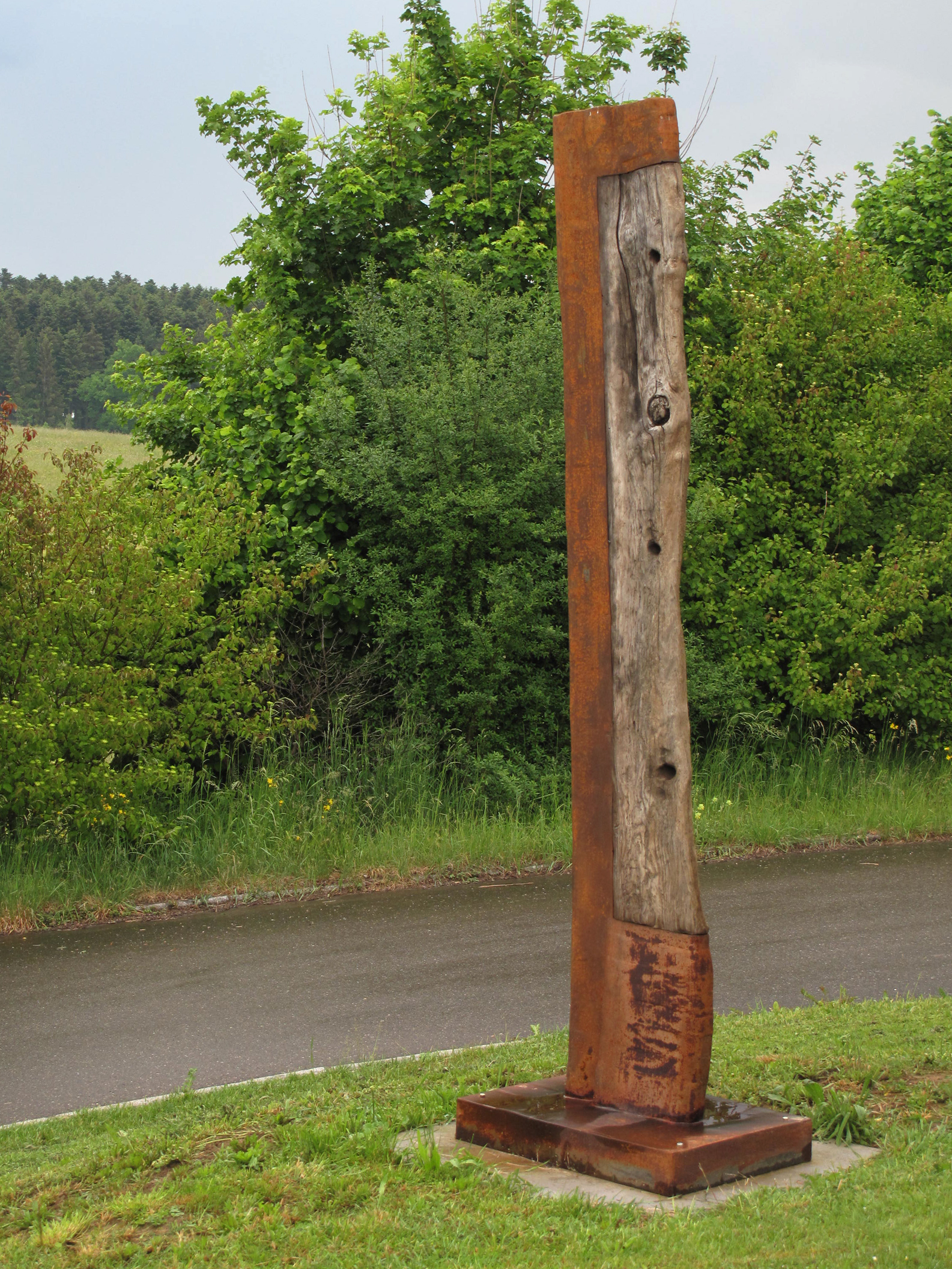
Große Stele, Rottweil

- 1998: Erich-Heckel-Preis des Künstlerbundes Baden-Württemberg[6]
- 2020: Hohenloher Kunstpreis Werner Grund der Stiftung Werner Grund und des Hohenloher Kunstvereins[7]

## Werke (Auswahl)
- 2017: Versöhnung, Botenheim
- 2012: Große Stele II, Schlossgraben Darmstadt
- 2010: Große Stele I, Schwäbisch Hall[8]
- 1999: Tor / Weg, Schorndorf
- 1998: Seelenhaus, Waldfriedhof Schwäbisch Hall[8]
- 1995: Branddokumentation, Hohenloher Freilandmuseum Wackershofen[8]
- 1993/94: Pestsäule, Skulpturen Park, Ulm
- 1993: Baumhaus, Schwäbisch Hall[8]
- 1991: Der Weg / Gehäuse-Tür-Tor, Landkreis Lüchow-Dannenberg
- 1988: Hängender Torso, Hällisch-Fränkisches Museum, Schwäbisch Hall
- 1988: Turm, Ellwangen
- 1986: Gebundene Kreuzfigur, Sinsheim
- 1985: Große gebundene Figur, Karlsruher Institut für Technologie[9]

## Ausstellungen

### Einzelausstellungen (Auswahl)
Quelle
- 1978: Kunstverein Heilbronn
- 1981: Kunstverein Gütersloh
- 1983: Kunstverein Ludwigsburg
- 1985: Hohenloher Kunstverein, Langenburg
- 1985: Dominikanerkloster Frankfurt am Main
- 1987: Kunstverein Kirchzarten
- 1988: Kunstverein Ellwangen
- 1988: Freundeskreis Wilhelmshöhe, Ettlingen
- 1990: Hohenloher Kunstverein, Schwäbisch Hall
- 1994: Hällisch-Fränkisches Museum, Schwäbisch Hall
- 1999: Kunstforum Schorndorf
- 1999: Kunstkreis Gräfelfing
- 1999: Ateliers im Alten Schlachthof, Sigmaringen
- 2000: Fränkisches Museum Feuchtwangen
- 2001: Hohenloher Kunstverein, Langenburg
- 2002: Kunstverein Bahlingen am Kaiserstuhl
- 2002: Bildungshaus Hägenau
- 2009: Hällisch-Fränkisches Museum, Schwäbisch Hall
- 2014: Kunstverein "Das Damianstor", Bruchsal
- 2015: Kunstverein Bahlingen am Kaiserstuhl
- 2018: "Objekte - Figuren - Materialbilder", Künstlerhaus Ziegelhütte, Darmstadt
- 2018: "Skulpturen - Materialcollagen", Kunstverein Kirchzarten[11]
- 2020: Hohenloher Kunstpreis Werner Grund, Hohenloher Kunstverein, Langenburg